# Verwaltungsgemeinschaft (Schleswig-Holstein)
Die Verwaltungsgemeinschaft ist eine Form der Verwaltungskooperation in Schleswig-Holstein zwischen Gemeinden, Ämtern, Kreisen, Zweckverbänden oder auf Gesetz beruhenden sonstigen Verbänden. Die Gemeinden oder Gemeindeverbände können auch mit anderen Körperschaften, Anstalten oder Stiftungen des öffentlichen Rechts eine Verwaltungsgemeinschaft bilden. Bei der Verwaltungsgemeinschaft nutzt ein Vertragspartner die Verwaltung eines anderen zur Erfüllung seiner Aufgaben.
Eine Verwaltungsgemeinschaft entsteht im Normalfall durch einen öffentlich-rechtlichen Vertrag nach § 19a des Gesetzes über kommunale Zusammenarbeit (GKZ). In Ausnahmefällen kann eine Verwaltungsgemeinschaft auch durch Verordnung der Landesregierung entstehen.

## Verwaltungsgemeinschaften zwischen Gemeinden und Ämtern
Im Jahr 2008 gab es elf Gemeinden und 12 Ämter, die im Rahmen einer Verwaltungsgemeinschaft verwaltet wurden. Seit dem 1. Januar 2014 gibt es 16 Gemeinden und neun Ämter, die im Rahmen einer Verwaltungsgemeinschaft verwaltet werden:
| Verwalteter          | Typ Verwalteter | Verwalter                   | Typ Verwalter | Verwaltung seit |
| -------------------- | --------------- | --------------------------- | ------------- | --------------- |
| Ascheberg (Holstein) | Gemeinde        | Quickborn                   | Stadt         | 1. Jan. 2021    |
| Bönebüttel 1         | Gemeinde        | Neumünster                  | Stadt         | 5. Aug. 2009 1  |
| Bönningstedt         | Gemeinde        | Quickborn                   | Stadt         | 1. Jan. 2013    |
| Bösdorf              | Gemeinde        | Plön                        | Stadt         | 1. Jan. 2014    |
| Dahme                | Gemeinde        | Grömitz                     | Gemeinde      | 1. Jan. 2007    |
| Ellerau              | Gemeinde        | Quickborn                   | Stadt         | 1. Juli 2019    |
| Friedrichstadt       | Stadt           | Amt Nordsee-Treene          | Amt           | 1. Jan. 2008    |
| Glücksburg           | Stadt           | Flensburg                   | Stadt         | 1. Jan. 2008    |
| Grube                | Gemeinde        | Grömitz                     | Gemeinde      | 1. Jan. 2007    |
| Hasloh               | Gemeinde        | Quickborn                   | Stadt         | 1. Jan. 2013    |
| Kellenhusen (Ostsee) | Gemeinde        | Grömitz                     | Gemeinde      | 1. Jan. 2007    |
| Reußenköge           | Gemeinde        | Amt Mittleres Nordfriesland | Amt           | 1. Apr. 2008    |
| Süsel                | Gemeinde        | Eutin                       | Stadt         | 1. Jan. 2007    |
| Tönning              | Stadt           | Amt Eiderstedt              | Amt           | 1. Jan. 2010    |
| Wasbek               | Gemeinde        | Neumünster                  | Stadt         | 15. Juni 2008   |
| Wilster              | Stadt           | Amt Wilstermarsch           | Amt           | 1. Juli 2005    |
| Amt Breitenfelde     | Amt             | Mölln                       | Stadt         | 1. Jan. 2007    |
| Amt Hohner Harde     | Amt             | Fockbek                     | Gemeinde      | 1. Jan. 2008    |
| Amt Hörnerkirchen    | Amt             | Barmstedt                   | Stadt         | 1. Jan. 2008    |
| Amt Kappeln-Land     | Amt             | Kappeln                     | Stadt         | 1. Jan. 1983    |
| Amt Landschaft Sylt  | Amt             | Sylt                        | Gemeinde      | 1. Jan. 2009    |
| Amt Lütau            | Amt             | Lauenburg/Elbe              | Stadt         | 1. Jan. 1969    |
| Amt Pellworm         | Amt             | Husum                       | Stadt         | 1. Jan. 2008    |
| Amt Selent/Schlesen  | Amt             | Schwentinental              | Stadt         | 1. März 2008    |

Folgende Verwaltungsgemeinschaften wurden aufgelöst:
| Verwalteter              | Typ Verwalteter | Verwalter    | Typ Verwalter | Verwaltung seit | Verwaltung bis | Nachfolger                       |
| ------------------------ | --------------- | ------------ | ------------- | --------------- | -------------- | -------------------------------- |
| Amt Wiedingharde         | Amt             | Niebüll      | Stadt         | 1. Okt. 2005    | 31. Dez. 2008  | Amt Südtondern                   |
| Amt Aukrug               | Amt             | Hohenwestedt | Gemeinde      | 1. Jan. 2007    | 31. Dez. 2011  | Amt Mittelholstein               |
| Ellerau                  | Gemeinde        | Norderstedt  | Stadt         | 1. Jan. 2007    | 30. Juni 2019  | Quickborn                        |
| Amt Hanerau-Hademarschen | Amt             | Hohenwestedt | Gemeinde      | 1. Jan. 2007    | 31. Dez. 2011  | Amt Mittelholstein               |
| Amt Haseldorf            | Amt             | Uetersen     | Stadt         | 1. Jan. 2007    | 31. Dez. 2016  | Amt Geest und Marsch Südholstein |
| Amt Hohenwestedt-Land    | Amt             | Hohenwestedt | Gemeinde      | 1. Jan. 2007    | 31. Dez. 2011  | Amt Mittelholstein               |
| Amt Selent/Schlesen      | Amt             | Raisdorf     | Gemeinde      | 1. Jan. 2008    | 29. Feb. 2008  | Schwentinental                   |
| Ascheberg (Holstein)     | Gemeinde        | Plön         | Stadt         | 1. Jan. 2014    | 31. Dez. 2020  | Quickborn                        |
| Bönebüttel               | Gemeinde        | Neumünster   | Stadt         | 5. Aug. 2009    | 31. Dez. 2025  | Amt Bokhorst-Wankendorf          |

Am 1. Januar 2012 wurden neun Ämter durch hauptamtliche Verwaltungen von Gemeinden verwaltet. Dabei handelt es sich aber nicht um Verwaltungsgemeinschaften im Sinne dieses Artikels, sondern um Ämter mit geschäftsführender amtsangehöriger Gemeinde, da die Gemeinden Mitglieder des Amtes sind.
| Verwalteter           | Typ Verwalteter | Verwalter | Typ Verwalter | Verwaltung seit |
| --------------------- | --------------- | --------- | ------------- | --------------- |
| Amt Büchen            | Amt             | Büchen    | Gemeinde      |                 |
| Amt Büsum-Wesselburen | Amt             | Büsum     | Gemeinde      |                 |
| Amt Flintbek          | Amt             | Flintbek  | Gemeinde      |                 |
| Amt Fockbek           | Amt             | Fockbek   | Gemeinde      | 1. Jan. 1998    |
| Amt Großer Plöner See | Amt             | Bosau     | Gemeinde      |                 |
| Amt Kropp-Stapelholm  | Amt             | Kropp     | Gemeinde      |                 |
| Amt Lensahn           | Amt             | Lensahn   | Gemeinde      |                 |
| Amt Molfsee           | Amt             | Molfsee   | Gemeinde      | 1. Jan. 1984    |
| Amt Trittau           | Amt             | Trittau   | Gemeinde      |                 |